# Toader Atanasie
Toader Atanasie (n. 8 aprilie 1880, Sighiștel, România – d. 1921, Oradea, România), cunoscut și ca Teodor Atanasiu, a fost  un delegat în Marea Adunare Națională de la Alba Iulia, organismul legislativ reprezentativ al „tuturor românilor din Transilvania, Banat și Țara Ungurească”, cel care a adoptat hotărârea privind Unirea Transilvaniei cu România, la 1 decembrie 1918.

## Biografie
Toader Atanasie s-a născut pe 8 aprilie 1880 în comuna Sighiștel, județul Bihor.
Toader Atanasie a studiat la gimnaziul din Beiuș și a fost proprietar de mine de cărbune și de terenuri agricole.
A luat parte la mișcările de emancipare națională a românilor transilvăneni. A fost un intelectual al plășii Vascău. 
În anul 1918 a fost nevoit datorită opresiunilor regimului maghiar să se mute împreună cu familia la Sibiu până la intrarea armatei române în Ardeal.  La întoarcerea  în Sighiștel, Toader Atanasie își găsește întreg avutul distrus de focul pus de maghiari, pagubele ridicându-se la 1,5 milioane de coroane pe care nu îi va recupera niciodată. 
Toader Atanasie a murit la Spitalul Județean din Oradea la vârsta de 41 de ani din cauza unei răceli luate în timpul refugiului la Sibiu.:p. 362

## Activitate politică

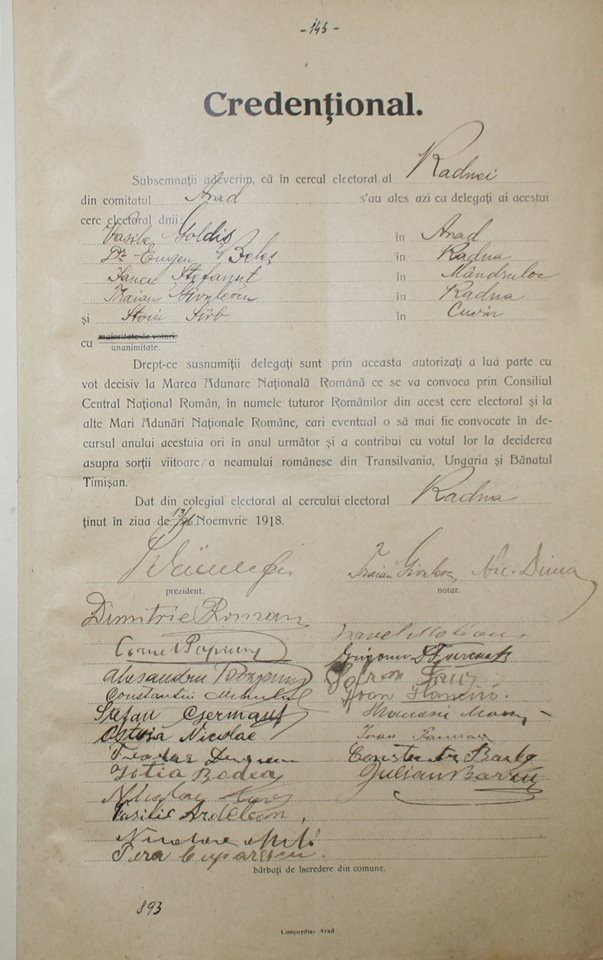
Credențional

A fost ales delegat al cercului electoral Beiuș-Vașcău la Marea Adunare Națională de la Alba-Iulia.
A luat parte la Marea Adunare Națională de la Alba Iulia din 18 noiembrie/ 1 decembrie 1918, unde a votat pentru Marea Unire.:p. 362